# Таганка (село)
Таганка (укр. Таганка) — село,
Лебяжский сельский совет,
Чугуевский район,
Харьковская область.
Код КОАТУУ — 6325484504. Население по переписи 2001 года составляет 28 (12/16 м/ж) человек.

## Географическое положение
Село Таганка находится на левом берегу реки Северский Донец,
выше по течению на расстоянии в 1 км расположено село Лебяжье.
На расстоянии в 1,5 км расположено село Пушкарное.

## История
- 1790 — дата основания.
- В 1941 году на километровой карте РККА Таганка не обозначена.[1]